# フリードリヒ・ヴィルヘルム (メクレンブルク＝シュトレーリッツ大公)
フリードリヒ・ヴィルヘルム（Friedrich Wilhelm, 1819年10月17日 - 1904年5月30日）は、メクレンブルク＝シュトレーリッツ大公国の大公（在位：1860年 - 1904年）。全名はフリードリヒ・ヴィルヘルム・カール・ゲオルク・エルンスト・アドルフ・グスタフ（Friedrich Wilhelm Karl Georg Ernst Adolf Gustav）。メクレンブルク＝シュトレーリッツ大公ゲオルクの長男。

## 来歴
1819年10月17日、ゲオルクとその妃であったヘッセン＝カッセル＝ルンペンハイム方伯フリードリヒ3世の娘マリー（1796年 - 1886年）の間に第二子としてノイシュトレーリッツ（メクレンブルク＝フォアポンメルン州メクレンブルク＝シュトレーリッツ郡）で生まれた。少年期を当地で過ごした後ボンで歴史を学び、ついで一時イタリア・スイスへ旅行してからプロイセン王国の陸軍に仕官した。
フリードリヒ・ヴィルヘルムは1843年6月28日にバッキンガム宮殿で母方の従妹にあたるイギリス王ジョージ3世の七男ケンブリッジ公爵アドルファスの長女アウグスタ（1822年 – 1916年）と結婚した。その後彼はオックスフォード大学で学んでいる。
1851年からフリードリヒ・ヴィルヘルムの視力は悪化し、最終的に彼は盲目となった。
1860年にフリードリヒ・ヴィルヘルムは父の死去を受けて大公位に即いた。1866年の普墺戦争において、妃のアウグスタの実家であるハノーファー王国はオーストリア帝国側についたが、フリードリヒ・ヴィルヘルムは中立を保つのが最良であると思いつつもプロイセン王国側についた。戦後メクレンブルク＝シュトレーリッツ大公国は北ドイツ連邦に加盟し、次いで1871年にはドイツ帝国の構成国となった。なおヴェルサイユ宮殿の鏡の間で行なわれたヴィルヘルム1世の戴冠式に自身は出席せず、太子のアドルフ・フリードリヒを差遣している。
1904年5月30日、フリードリヒ・ヴィルヘルムはノイシュトレーリッツで死去した。大公位は長男のアドルフ・フリードリヒが嗣いだ。

## 子女
妃のアウグスタとの間には以下の一男をもうけた。
- 男子 （1845年1月13日） - 出生日に死去
- アドルフ・フリードリヒ・アウグスト・ヴィクトル・エルンスト・アーダルベルト・グスタフ・ヴィルヘルム・ヴェリンクトン （1848年 - 1914年） - メクレンブルク＝シュトレーリッツ大公